# Ann Marshall
Barbara Ann Marshall (* 27. November 1957 in Ann Arbor, Michigan) ist eine ehemalige Schwimmerin aus den Vereinigten Staaten.

## Karriere
Ann Marshall war 1972 eine 14-jährige Schülerin an der Pine Crest School in Fort Lauderdale. Bei den Olympischen Spielen 1972 in München erreichte die 4-mal-100-Meter-Freistilstaffel mit Kim Peyton, Lynn Skrifvars, Jane Barkman und Ann Marshall das Finale mit der zweitschnellsten Vorlaufzeit, nachdem die Staffel aus der DDR in 3:58,11 Minuten den Weltrekord eingestellt hatte. Im Endlauf schwammen Sandy Neilson, Jenny Kemp, Jane Barkman und Shirley Babashoff 3:55,19 Minuten und siegten vor den Staffeln aus der DDR und aus der BRD, die auch beide unter dem alten Weltrekord blieben. Schwimmerinnen, die nur im Staffelvorlauf eingesetzt worden waren, erhielten gemäß den bis einschließlich 1980 gültigen Regeln keine Medaillen. Am Tag nach der Staffelentscheidung fand der Wettbewerb über 200 Meter Freistil statt. Mit Shirley Babashoff, Keena Rothhammer und Ann Marshall erreichten alle drei Vertreterinnen der Vereinigten Staaten den Endlauf. Es siegte die Australierin Shane Gould vor Babashoff und Rothhammer, Marshall wurde mit 0,53 Sekunden Rückstand auf Rothhammer Vierte.
Zwei Jahre später nahm Ann Marshall an einem Länderkampf gegen die DDR in Concord, Kalifornien, teil. Die 4-mal-100-Meter-Freistilstaffel mit Ann Marshall, Kim Peyton, Kathy Heddy und Shirley Babashoff verbesserte den Weltrekord auf 3:51,99 Minuten.
Nach Abschluss der High School besuchte Marshall die University of North Carolina at Chapel Hill und war dort die erste Studentin mit einem Schwimmstipendium und nach einer Tennisspielerin die zweite Studentin überhaupt mit einem Sportstipendium. Marshall nahm für das Schwimmteam ihrer Universität mehrfach an den College-Meisterschaften der Vereinigten Staaten teil. Nach ihrem Studienabschluss kehrte sie nach Fort Lauderdale zurück und arbeitete bei Merrill Lynch.